# Sexy als ik schrans
Sexy als ik schrans is een lied van Fatclap, de carnvalsact van Niek van der Bruggen. Het werd in 2015 als single uitgebracht.

## Achtergrond
Sexy als ik schrans is een carnavalskraker, gemaakt als parodie op Sexy als ik dans van Nielson uit 2014. De tekst gaat over hoe de liedverteller continu aan eten denkt en zich aantrekkelijk voelt als hij zich vol eet.

## Hitnoteringen
Fatclap had weinig succes met het lied in de Nederlandse hitlijsten. Er was geen notering in de Single Top 100 en ook de Top 40 werd niet bereikt. Bij laatstgenoemde was er wel de 25e positie in de Tipparade.